# Tout Eddy
Albums de Eddy Mitchell
Show 94 au Zénith
(1995) Mr. Eddy
(1996)
Tout Eddy est une compilation d'Eddy Mitchell sortie en 1995 sur le label Polydor.

## Liste des titres
| 1.  | Toujours un coin qui me rappelle | 3:22 |
| 2.  | Fauché                           | 2:55 |
| 3.  | J'avais deux amis                | 3:25 |
| 4.  | Si tu n'étais pas mon frère      | 2:31 |
| 5.  | Et s'il n'en reste qu'un         | 3:12 |
| 6.  | J'ai oublié de l'oublier         | 3:05 |
| 7.  | De la musique                    | 2:32 |
| 8.  | Société anonyme                  | 2:34 |
| 9.  | L'Épopée du rock                 | 3:13 |
| 10. | Bye bye prêcheur                 | 2:40 |
| 11. | Alice                            | 2:46 |
| 12. | Je n'aime que toi                | 2:29 |
| 13. | C'est un rocker                  | 3:27 |
| 14. | À crédit et en stéréo            | 3:12 |
| 15. | La Fille du motel                | 2:56 |
| 16. | Pas de boogie woogie             | 3:43 |
| 17. | Sur la route de Memphis          | 2:55 |
| 18. | Je vais craquer bientôt (Live)   | 2:47 |
| 19. | Be Bop a Lula (Live)             | 4:29 |

| 20. | La dernière Séance             | 3:34 |
| 21. | Et la voix d'Elvis             | 2:32 |
| 22. | Il ne rentre pas ce soir       | 2:54 |
| 23. | Tu peux préparer le café noir  | 3:18 |
| 24. | Happy Birthday Rock'n'Roll     | 3:57 |
| 25. | Y a rien qui remplace un amour | 3:28 |
| 26. | Couleur menthe à l'eau         | 3:31 |
| 27. | J'vous dérange                 | 3:03 |
| 28. | Pauvre Baby Doll               | 3:43 |
| 29. | Le Cimetière des éléphants     | 4:06 |
| 30. | Nashville ou Belleville        | 3:17 |
| 31. | Comme quand j'étais môme       | 3:56 |
| 32. | Manque de toi                  | 4:11 |
| 33. | La Peau d'une autre            | 3:33 |
| 34. | M'man                          | 3:59 |
| 35. | Under the Rainbow              | 4:15 |
| 36. | Lèche bottes Blues             | 4:20 |
| 37. | Dix huit ans demain            | 5:10 |
| 38. | Rio Grande                     | 4:52 |